# روني نوكس
روني نوكس (بالإنجليزية: Ronnie Knox)‏ هو لاعب كرة قدم أمريكية أمريكي، ولد في 14 فبراير 1935 في شيكاغو في الولايات المتحدة، وتوفي في 4 مايو 1992 في سان فرانسيسكو في الولايات المتحدة.

## وصلات خارجية
- روني نوكس على موقع مرجع كرة القدم المحترفة.كوم (الإنجليزية)